# Migliori prestazioni italiane nel lancio del giavellotto

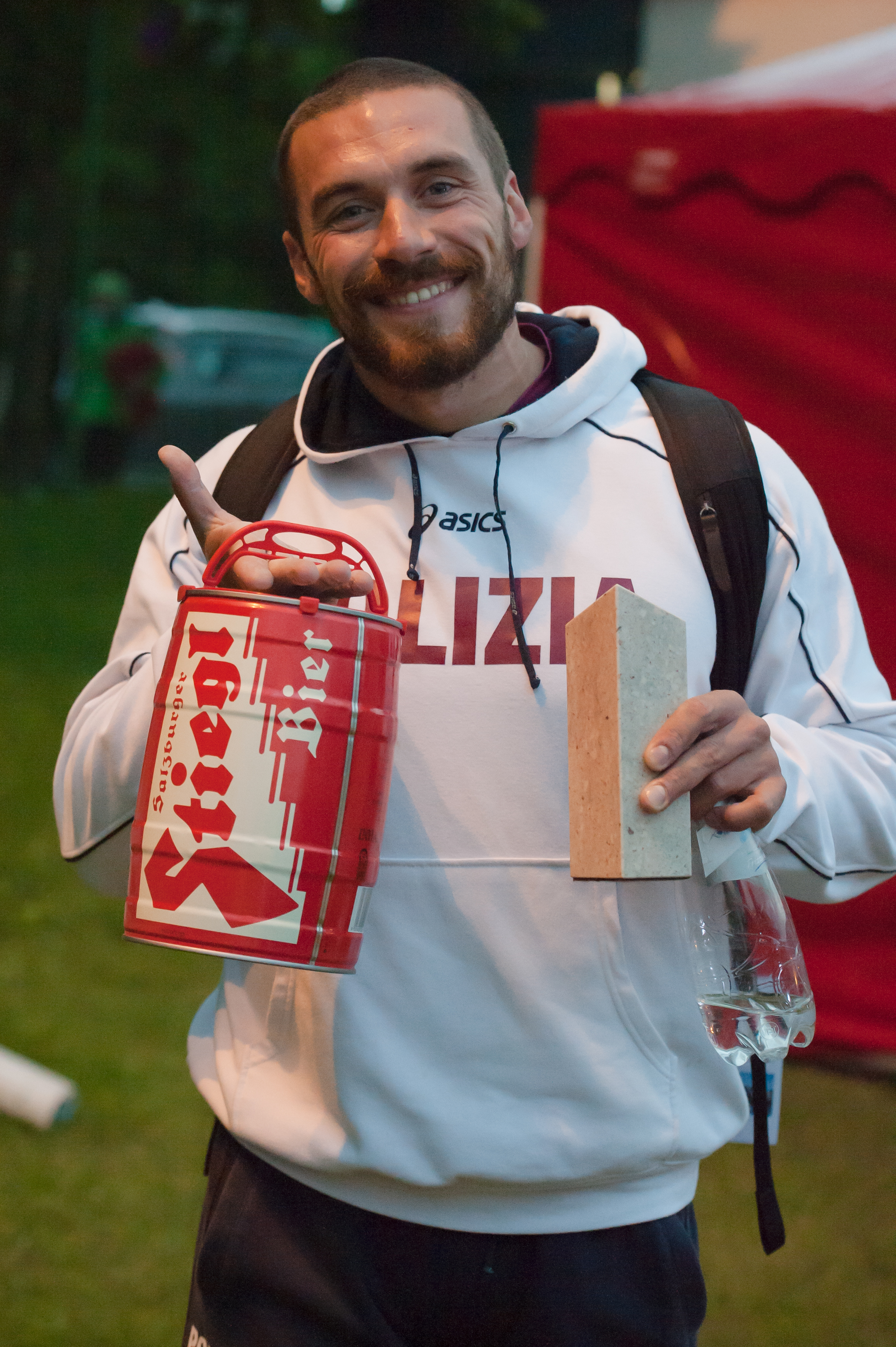
Roberto Bertolini, autore della 4ª miglior prestazione maschile nella specialità

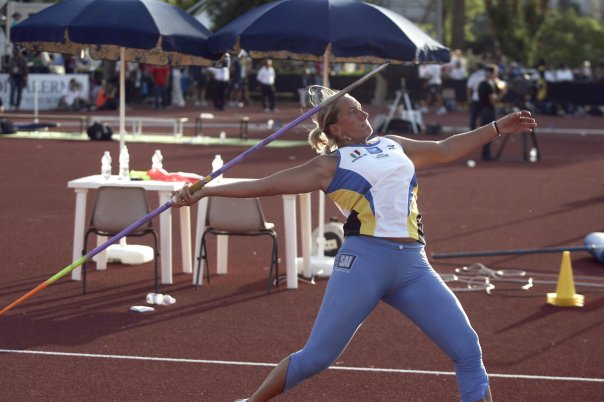
Claudia Coslovich, primatista italiana di lancio del giavellotto

La lista delle migliori prestazioni italiane nel lancio del giavellotto, aggiornata periodicamente dalla Federazione Italiana di Atletica Leggera, raccoglie i migliori risultati di tutti i tempi degli atleti italiani nella specialità del lancio del giavellotto.

## Maschili
Statistiche aggiornate al 21 settembre 2024.
|     | Misura  | Atleta             | Luogo        | Data              |
| --- | ------- | ------------------ | ------------ | ----------------- |
| 1.  | 84,60 m | Carlo Sonego       | Osaka        | 8 maggio 1999     |
| 2.  | 83,61 m | Giovanni Frattini  | Modena       | 21 settembre 2024 |
| 3.  | 81,79 m | Mauro Fraresso     | Lucca        | 24 Febbraio 2019  |
| 4.  | 81,68 m | Roberto Bertolini  | Nembro       | 7 Luglio 2017     |
| 5.  | 81,67 m | Francesco Pignata  | Firenze      | 19 giugno 2005    |
| 6.  | 80,80 m | Alberto Desiderio  | Catania      | 19 maggio 2001    |
| 7.  | 80,37 m | Norbert Bonvecchio | Braunschweig | 22 giugno 2014    |
| 8.  | 80,35 m | Roberto Orlando    | Rovereto     | 26 giugno 2021    |
| 9.  | 80,25 m | Admin Kerer        | Bressanone   | 18 settembre 1999 |
| 10. | 79,30 m | Fabio De Gaspari   | Cesenatico   | 26 luglio 1989    |

## Femminili
Statistiche aggiornate al 14 luglio 2023.
|     | Misura  | Atleta            | Luogo           | Data             |
| --- | ------- | ----------------- | --------------- | ---------------- |
| 1.  | 65,30 m | Claudia Coslovich | Lubiana         | 10 giugno 2000   |
| 2.  | 62,75 m | Zahra Bani        | Helsinki        | 14 agosto 2005   |
| 3.  | 61,77 m | Elisabetta Marin  | Gorizia         | 5 giugno 2004    |
| 4.  | 58,62 m | Sara Zabarino     | Šamorín         | 10 marzo 2019    |
| 5.  | 58,47 m | Carolina Visca    | Bressanone      | 28 luglio 2019   |
| 6.  | 58,41 m | Luisa Sinigaglia  | Mariano Comense | 16 febbraio 2020 |
| 7.  | 58,19 m | Sara Jemai        | Pescara         | 9 settembre 2018 |
| 8.  | 57,81 m | Federica Botter   | Walnut          | 12 maggio 2023   |
| 9.  | 57,42 m | Tiziana Rocco     | Gioia Tauro     | 1º marzo 2003    |
| 10. | 57,41 m | Paola Padovan     | Isernia         | 19 maggio 2018   |